# AMD K6-III
AMD K6-IIIは、AMDが開発したx86互換のマイクロプロセッサである。

## 概要
K6-IIIはAMD-K6-2プロセッサをベースに2次キャッシュを実装したプロセッサ。3DNow!に対応、1次キャッシュはデータ32KB、命令32KBの合計64KB、Super Socket 7（Socket 7 のFSB 100MHz版）という点はK6-2に準じている。
Socket 7としては初めて2次キャッシュを実装し、その容量は256Kバイト。またCPUコアの動作周波数と同じ周波数で動作する。競合する当時のPentium IIやPentium IIIの2次キャッシュは512KバイトであったがCPUコアの動作周波数の半分であり、またCeleronはコアと等速ではあったが128Kバイトだった。2次キャッシュの実装により、従来のマザーボード上のキャッシュメモリは3次キャッシュとして利用できる。その機能をAMDはマーケティング上の理由からTriLevelCacheと命名し、3次キャッシュとしてサポートされる外部SRAM容量は最大2Mバイトとなったが、当時市販されていたK6-III対応マザーボードおよびそのチップセットで2MBのキャッシュメモリを実装あるいはサポートしたものはほぼ皆無で、大半は512KBあるいは1MB搭載であった。
K6-IIIは、AMDおよびSocket 7のプロセッサの中で最も高速なプロセッサとなった。「パフォーマンスはPentium IIIの1つ上のクロック周波数の製品と同等を実現している」とAMDは主張している。その根拠は、AMDの調査ではPentium IIIに比べWinstone 99を使用したベンチマークでWindows 98上で6％、Windows NT上で4％高速、CPUMark 32ではインテルPentium IIIよりK6-IIIは30％高速であるとしている。実際は同一クロックのPentium IIIを上回った程度だとの見方が強い。これは、K6-IIIでは浮動小数点演算性能よりも整数演算性能の向上を重視した実装が行われた結果、ベンチマークテストにおいて浮動小数点演算能力がPentium IIIより劣ると判断されたためである。
しかし、パーソナルコンピュータ (PC) 上でもっとも多く使用されているアプリケーションソフトウェアであるワープロ・表計算・メーラーなどのオフィス系ソフトでは浮動小数点演算性能は使用感の向上にはほとんど寄与せず、整数演算性能やクロックの向上、それにメモリアクセス性能の改善が体感性能に直接的な影響を及ぼす。このため、大容量の2次キャッシュを実装し浮動小数点演算能力の重視よりも使用頻度の高いオフィス系ソフトの使用感を向上させることを念頭に置いたこのプロセッサは、特にSocket 7マシンのままで実用的な性能の向上を求めるユーザー層に強く支持された。
もっとも、K6-IIIはK6-2のコアにSRAMを付加した設計となったためにトランジスタ数は2130万と大規模化し、当時AMDのチップ製造ラインで使用可能であった製造プロセスの制約から、そのシリコンダイのサイズをK6-2の81mm2から118mm2へと巨大化せざるを得なかった。それゆえ、このチップは量産時の製造歩留まりの改善が困難であったと伝えられている。その結果、価格もK6-2とは比較にならないほど高価に設定されており、既存Socket 7系マシンのアップグレード手段としては歓迎されたものの、メーカー製PCにおいてはこのCPUを採用する例はほぼ皆無であった。
K6-2およびK6-IIIは、AMDが独自に定義したマルチメディア拡張命令セットである3DNow!を使用することで同クロックのPentium IIIを凌駕する浮動小数点演算能力を発揮する。だが、この3DNow!を利用するためのソフトウェア開発環境が整備されておらず、AMDによる支援策はライブラリの提供にとどまったため、この命令セットを利用するソフトウェアはあまり普及しなかった。もっとも、グラフィックカードなどのドライバではこの新命令セットを積極的に活用する例が見られ、当時3Dグラフィックチップの雄として知られた3dfx社のVoodooシリーズ用ドライバがこの命令への対応を明言していたことが知られている。
このCPUは、次世代CPU (K7) であるAthlonが発売されたことで、Athlonの性能とK6-2の価格との狭間で存在意義が薄れ、より収益の大きいAthlonの製造数を確保するためにメインストリーム向けの生産が打ち切られた。ただし、製造プロセスを縮小して歩留まりの問題を改善したK6-III+（0.18μm版K6-III）やK6-III+の内蔵2次キャッシュ容量を半減したK6-2+といった同系の後継製品が主にモバイル向けとして出荷された。
これらについてはK6-IIIに比して内蔵2次キャッシュのレイテンシが若干増やされており、このためK6-III+は同一クロックのK6-IIIと比較すると処理速度がやや劣る。ただし、製造プロセスのシュリンクによって動作クロック周波数がK6-IIIの最大450MHzから最大550MHz（公称）に引き上げられ、3DNow!命令もAthlon向けの改良を反映して多少の修正が加わったEnhanced 3DNow!となっており、また製造プロセス変更による低発熱化も実現されているため、総合的には改良あるいは改善されていることになる。

## 各世代についての詳細
|                    | "Sharptooth"（K6-3D+） | K6-III+（モバイルのみ） |
| ------------------ | ---------------------- | ----------------------- |
| 製造プロセス(µm)   | 0.25                   | 0.18                    |
| トランジスタ数(個) | 2130万                 | 2130万                  |
| L1キャッシュ(KB)   | 32+32(命令+データ)=64  | 32+32(命令+データ)=64   |
| L2キャッシュ(KB)   | 256                    | 256                     |
| 拡張命令           | MMX, 3DNow!            | MMX, Enhanced 3DNow!    |
| バス               | Socket 7 (Super 7)     | Socket 7 (Super 7)      |
| FSB(MHz)           | 100                    | 100                     |
| クロック(MHz)      | 400／450               | 450／475／500／550      |
| 電圧(V)            | 2.2／2.4               | 2.0                     |
| リリース時期       | 1999年2月22日          | 2000年4月18日           |